# Le Puy-Sainte-Réparade
Pour les articles homonymes, voir Le Puy.
Le Puy-Sainte-Réparade est une commune française située dans le département des Bouches-du-Rhône, en région Provence-Alpes-Côte d'Azur. Ses habitants sont  les Puechens ; le latin podium a abouti à puy en français et à puech en provençal.

## Géographie

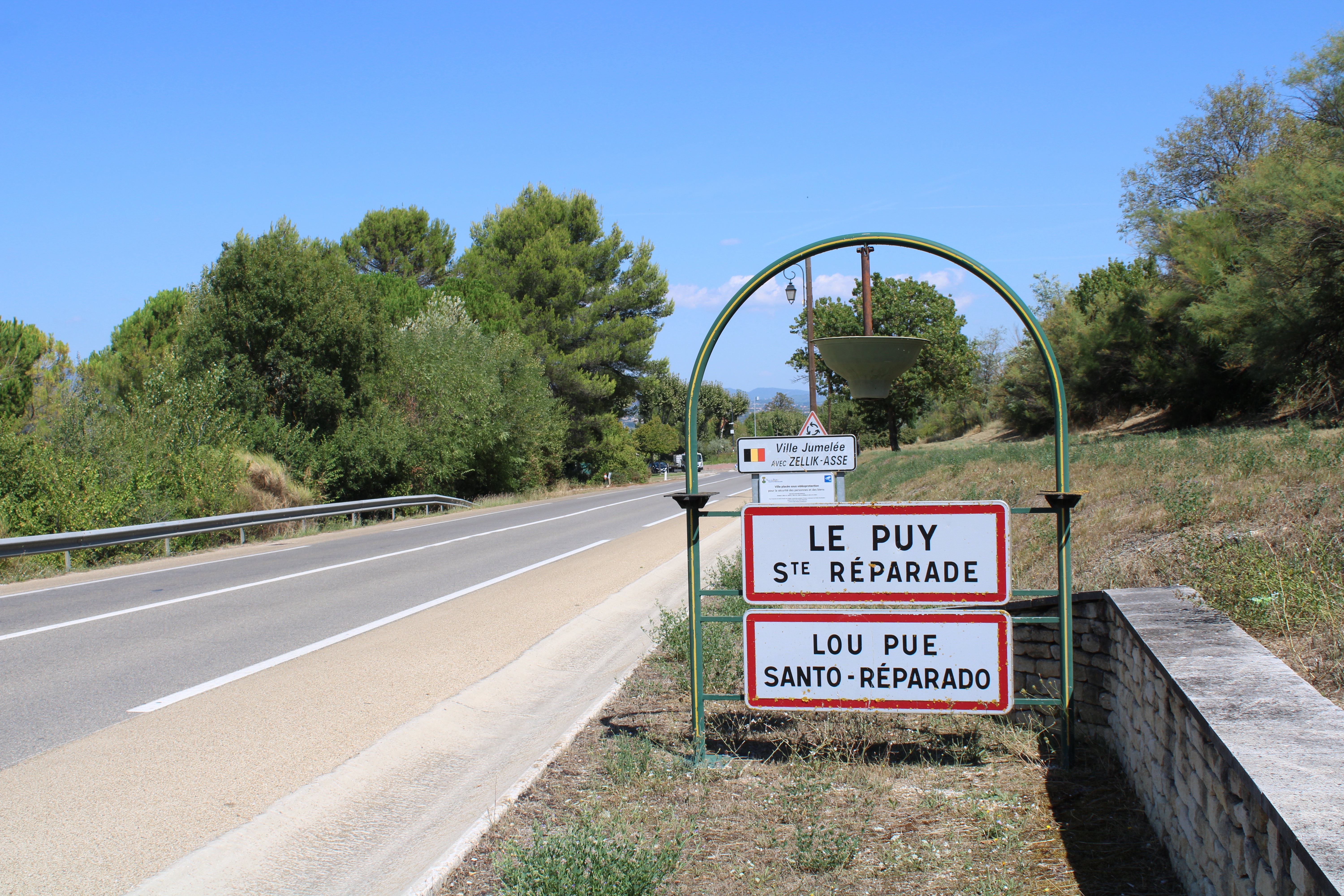
Entrée de la commune.

### Localisation
Le Puy-Sainte-Réparade s’étend sur 46,3 km2. La commune est située à 6 km au sud-ouest de Pertuis et à 15 km d'Aix-en-Provence. Située à 199 mètres d’altitude, la commune du Puy est traversée par plusieurs cours d’eau notamment la Durance, la rivière l’Èze et le ruisseau de Concerande.
Positionnée au contact d’Aix-en-Provence et en bordure de la Durance, la commune est au cœur d’un territoire de transition entre l’agglomération aixoise et les communes du Luberon. Le territoire puéchen est délimité par des frontières naturelles avec à l’ouest le massif de Rognes, au sud la chaîne de la Trévaresse et au nord la rivière de la Durance.
Le Puy-Sainte-Réparade fait partie du val de Durance, un espace géographique regroupant plusieurs dizaines de communes et près de 50 000 habitants. Le val de Durance est un espace charnière entre la Métropole Aix-Marseille et l’espace rural du Luberon (le parc naturel régional du Luberon se situant environ à 5 km de la commune).
Le tissu économique des environs du Puy-Sainte-Réparade est marqué par la prédominance d’une activité agricole. Cependant, la décision de la communauté internationale d’installer le programme ITER sur le territoire de la Durance, représente une chance exceptionnelle de développement économique pour le territoire,.
| Saint-Estève-Janson | Villelaure             | Pertuis    |
| Rognes              | du Puy-Sainte-Réparade | Meyrargues |
| Rognes              | Aix-en-Provence        | Venelles   |

### Climat
Pour des articles plus généraux, voir Climat de Provence-Alpes-Côte d'Azur et Climat des Bouches-du-Rhône.
En 2010, le climat de la commune est de type climat méditerranéen franc, selon une étude du Centre national de la recherche scientifique s'appuyant sur une série de données couvrant la période 1971-2000. En 2020, Météo-France publie une typologie des climats de la France métropolitaine dans laquelle la commune est exposée à un climat méditerranéen et est dans la région climatique  Provence, Languedoc-Roussillon, caractérisée par une pluviométrie faible en été, un très bon ensoleillement (2 600 h/an), un été chaud (21,5 °C), un air très sec en été, sec en toutes saisons, des vents forts (fréquence de 40 à 50 % de vents > 5 m/s) et peu de brouillards. 
Pour la période 1971-2000, la température annuelle moyenne est de 13,5 °C, avec une amplitude thermique annuelle de 17 °C. Le cumul annuel moyen de précipitations est de 679 mm, avec 5,5 jours de précipitations en janvier et 2,2 jours en juillet. Pour la période 1991-2020, la température moyenne annuelle observée sur la station météorologique de Météo-France la plus proche, « Cadenet », sur la commune de Cadenet à 9 km à vol d'oiseau, est de 14,4 °C et le cumul annuel moyen de précipitations est de 703,0 mm. 
La température maximale relevée sur cette station est de 44,3 °C, atteinte le 28 juin 2019 ; la température minimale est de −12,7 °C, atteinte le 12 février 2012,,. 
| Mois                                  | jan.          | fév.           | mars          | avril         | mai           | juin          | jui.          | août          | sep.          | oct.          | nov.          | déc.          | année      |
| ------------------------------------- | ------------- | -------------- | ------------- | ------------- | ------------- | ------------- | ------------- | ------------- | ------------- | ------------- | ------------- | ------------- | ---------- |
| Température minimale moyenne (°C)     | 1             | 0,9            | 3,7           | 6,6           | 9,9           | 13,8          | 16            | 15,4          | 12,2          | 9             | 4,9           | 1,6           | 7,9        |
| Température moyenne (°C)              | 5,9           | 6,7            | 10            | 13,2          | 16,8          | 21,4          | 24            | 23,5          | 19,5          | 15,1          | 10,1          | 6,6           | 14,4       |
| Température maximale moyenne (°C)     | 10,9          | 12,5           | 16,3          | 19,8          | 23,7          | 28,9          | 32            | 31,6          | 26,9          | 21,3          | 15,3          | 11,5          | 20,9       |
| Record de froid (°C) date du record   | −9 19.01.17   | −12,7 12.02.12 | −5,2 22.03.18 | −3,3 04.04.22 | 0,5 07.05.19  | 6,5 04.06.13  | 8,8 31.07.15  | 7,7 08.08.12  | 3,3 17.09.17  | −4,5 23.10.07 | −9,2 18.11.07 | −9,3 16.12.10 | −12,7 2012 |
| Record de chaleur (°C) date du record | 20,3 10.01.15 | 22,6 28.02.19  | 25,2 30.03.12 | 28,2 21.04.18 | 34,8 24.05.09 | 44,3 28.06.19 | 39,3 31.07.17 | 42,6 23.08.23 | 35,5 10.09.23 | 31,8 08.10.23 | 25,2 14.11.23 | 21 30.12.21   | 44,3 2019  |
| Précipitations (mm)                   | 54,3          | 44,2           | 48            | 60            | 66,4          | 43,3          | 22,9          | 36,5          | 58,4          | 91,8          | 112,8         | 64,4          | 703        |

| Diagramme climatique                                  |             |           |           |             |              |          |              |              |           |              |             |
| J                                                     | F           | M         | A         | M           | J            | J        | A            | S            | O         | N            | D           |
| 10,9154,3                                             | 12,50,944,2 | 16,33,748 | 19,86,660 | 23,79,966,4 | 28,913,843,3 | 321622,9 | 31,615,436,5 | 26,912,258,4 | 21,3991,8 | 15,34,9112,8 | 11,51,664,4 |
| Moyennes : • Temp. maxi et mini °C • Précipitation mm |             |           |           |             |              |          |              |              |           |              |             |

Les paramètres climatiques de la commune ont été estimés pour le milieu du siècle (2041-2070) selon différents scénarios d'émission de gaz à effet de serre à partir des nouvelles projections climatiques de référence DRIAS-2020. Ils sont consultables sur un site dédié publié par Météo-France en novembre 2022.

## Urbanisme

### Typologie
Au 1er janvier 2024, Le Puy-Sainte-Réparade est catégorisée bourg rural, selon la nouvelle grille communale de densité à 7 niveaux définie par l'Insee en 2022.
Elle appartient à l'unité urbaine du Le Puy-Sainte-Réparade, une unité urbaine monocommunale constituant une ville isolée,. Par ailleurs la commune fait partie de l'aire d'attraction de Marseille - Aix-en-Provence, dont elle est une commune de la couronne,. Cette aire, qui regroupe 115 communes, est catégorisée dans les aires de 700 000 habitants ou plus (hors Paris),.

### Occupation des sols
L'occupation des sols de la commune, telle qu'elle ressort de la base de données européenne d’occupation biophysique des sols Corine Land Cover (CLC), est marquée par l'importance des territoires agricoles (58,3 % en 2018), en diminution par rapport à 1990 (60,7 %). La répartition détaillée en 2018 est la suivante : 
terres arables (29,9 %), forêts (27 %), zones agricoles hétérogènes (18,8 %), cultures permanentes (9,5 %), milieux à végétation arbustive et/ou herbacée (5,2 %), zones urbanisées (4,8 %), eaux continentales (2,8 %), espaces ouverts, sans ou avec peu de végétation (1,1 %), espaces verts artificialisés, non agricoles (0,8 %). L'évolution de l’occupation des sols de la commune et de ses infrastructures peut être observée sur les différentes représentations cartographiques du territoire : la carte de Cassini (XVIIIe siècle), la carte d'état-major (1820-1866) et les cartes ou photos aériennes de l'IGN pour la période actuelle (1950 à aujourd'hui).

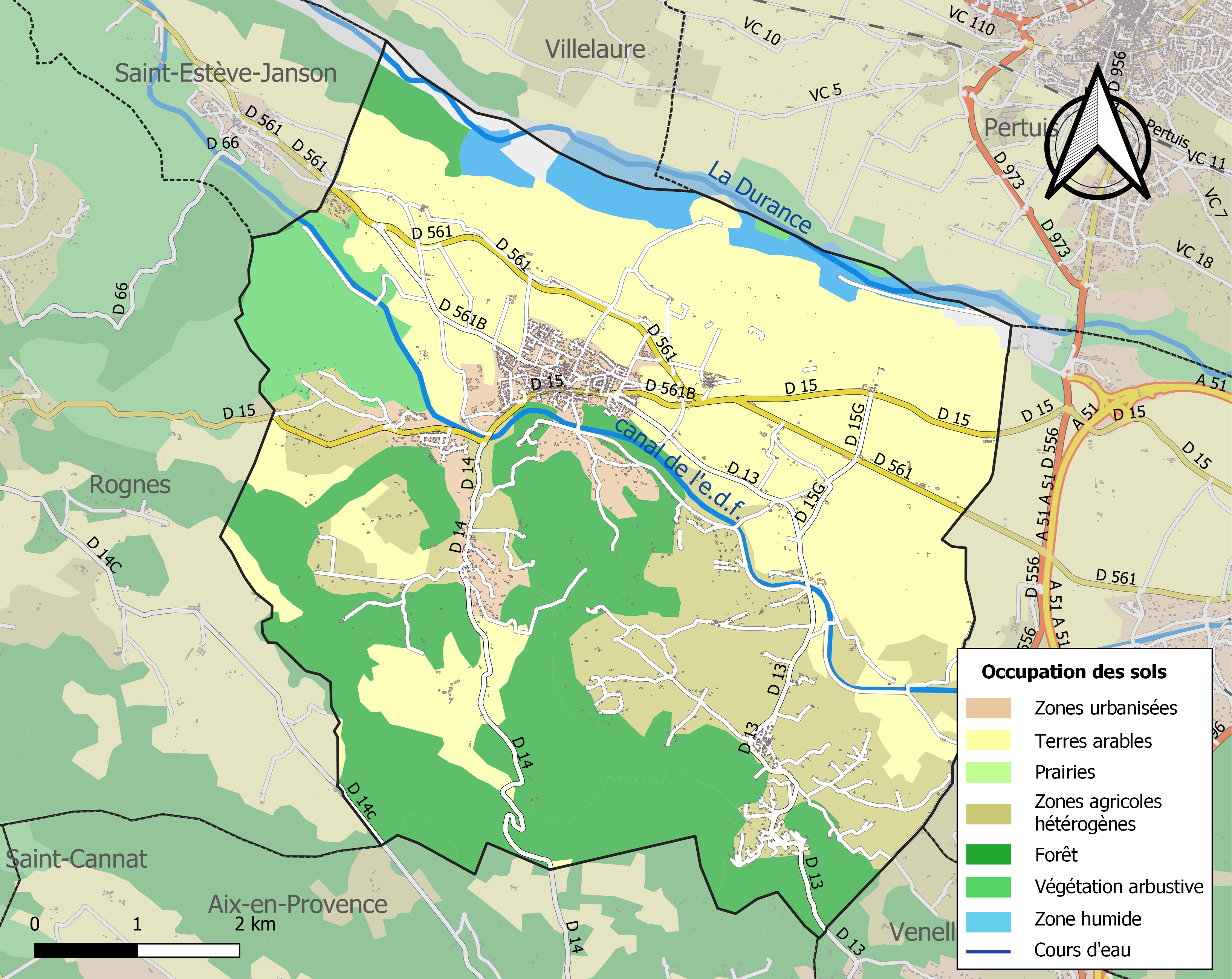
Carte des infrastructures et de l'occupation des sols de la commune en 2018 (CLC).

## Toponymie
Puy : du latin podium  « hauteur, lieu élevé », forme franco-provençale (voir le Puy-en-Velay), répandue dans toute la zone occitane (Puymorens, Puimoisson).
La colline de la Quiho (Quille), forteresse naturelle qui domine le village actuel, a donné son nom au Puy, « Puech » en provençal. « Sainte Réparade » est probablement le nom déformé de « Sainte Réparate », sainte dont les reliques furent transférées au XIe siècle à la paroisse de « Saint Maurice du Puy ».
Le lieu-dit Féline fait référence à un atelier de potier, figulina en latin.

## Histoire

### Préhistoire
Occupée dès la protohistoire (voire à la Préhistoire) par un oppidum celto-ligure, la colline de la Quille devient au Xe siècle une forteresse, puis un château, entourée d’une puissante muraille, qui passe au XIe siècle aux mains des archevêques d’Aix-en-Provence. Ceux-ci deviennent les seigneurs du Puy et accroissent leurs possessions par des acquisitions sur le territoire environnant. À cette époque, on peut situer une ébauche de peuplement assez dispersé. Les habitants sont plutôt retirés sur les hauteurs, sur les collines isolées du Puech et sur celle de Féline, plus au Sud. Une partie d’entre eux vit dans des grottes situées sous le plateau.

### Moyen Âge
Un bac permettant de traverser la Durance est attesté en 1297. Il fusionne avec celui de Pertuis au XVe siècle.
La mort de la reine Jeanne Ire ouvre une crise de succession à la tête du comté de Provence, les villes de l’Union d'Aix (1382-1387) soutenant Charles de Duras contre Louis Ier d'Anjou. Le roi de France, Charles VI, intervient et envoie le sénéchal de Beaucaire, Enguerrand d'Eudin, qui fait la conquête du Puy-Sainte-Réparade à l’été 1383. Lorsque Louis Ier meurt et que sa veuve, Marie de Blois, arrive en Provence pour défendre les droits de son fils Louis II, elle réclame que le sénéchal lui cède la ville, ce qu’il refuse par instruction du roi de France.
Au début du XVe siècle, le château commande alors l’un des principaux points de passage de la Durance. Il connaît son apogée à partir de 1434, sous le règne de René d’Anjou (le roi René), jusqu’à l’intégration de la Provence au royaume de France.

### Temps modernes
Vers 1510, Le Puy subit comme beaucoup d’autres régions le fléau de la peste ainsi que le début des guerres de religion. Objet de nombreux sièges au cours du XVIe siècle du fait de sa position idéale de base offensive, le château tombe sous le coup d’une décision de destruction par le Parlement de Provence et le duc de Guise, confirmée par les États de Provence à Aix en 1612.
Saint Cannat de Féline appartenait également aux archevêques d’Aix : le domaine de Féline portait alors le titre de baronnie. Après les guerres de Religion, une partie de la population groupée jusque-là à Féline, descendit dans la plaine et se groupa autour d’une église dédiée à Saint-Pierre aux Liens, en provençal « San Peyre encadénat », d'où le nom Saint-Canadet.
Après la démolition du château par les archevêques, les habitants de la colline quittèrent les hauteurs pour s’établir sur un plateau en contrebas appelé « le Village », ou se dispersèrent dans divers hameaux : l’église vieille, les Gillis, les Goirands, les Gaix, la Ferratière, les Thérics… Le groupe principal s’appelle la Bourgade, on y construit l’église paroissiale sur le chemin de Rognes à Peyrolles, au XVIIe siècle. C’est le site du village actuel du Puy-Sainte-Réparade, resté à l’état embryonnaire jusqu’au XIXe siècle, puis investi par les populations qui quittent l’ancien village perché sur la butte de la Quille, pour s’installer dans la plaine alluviale de la Durance, à proximité des voies de communication.

### Époque contemporaine
Une ligne de chemin de fer, reliant Eyguières à Meyrargues, a existé le long de la rive gauche de la Durance. Inaugurée en 1889, son exploitation cesse en 1933 pour le transport de voyageurs et en 1950 pour le fret, date à laquelle elle est démantelée. La gare et ses bâtimets sont réhabilités et servent notamment à une coopérative viticole et à une école maternelle. L'actuel Boulevard de la Coopérative reprend le tracé originel,.
Le 11 juin 1909, un tremblement de terre fortement ressenti dans la région, détruisit plus de vingt maisons sur la commune et causa la mort de deux personnes, sur les quarante-six victimes recensées, toutes villes confondues.
La qualité de ses espaces naturels et la proximité d’Aix-en-Provence ont permis à la commune de se développer fortement, une première fois durant les décennies 1960 et 1970 (lors des travaux du Canal EDF et du CEA de Cadarache, ainsi que par l’accueil des rapatriés d'Afrique du Nord) puis une seconde fois durant les années 1980 grâce à l’arrivée de familles aixoises et marseillaises, en recherche d’un cadre de vie agréable tout en étant proche des centres urbains (extrait du diagnostic de l’AUPA/2008).

## Politique et administration

### Liste des maires

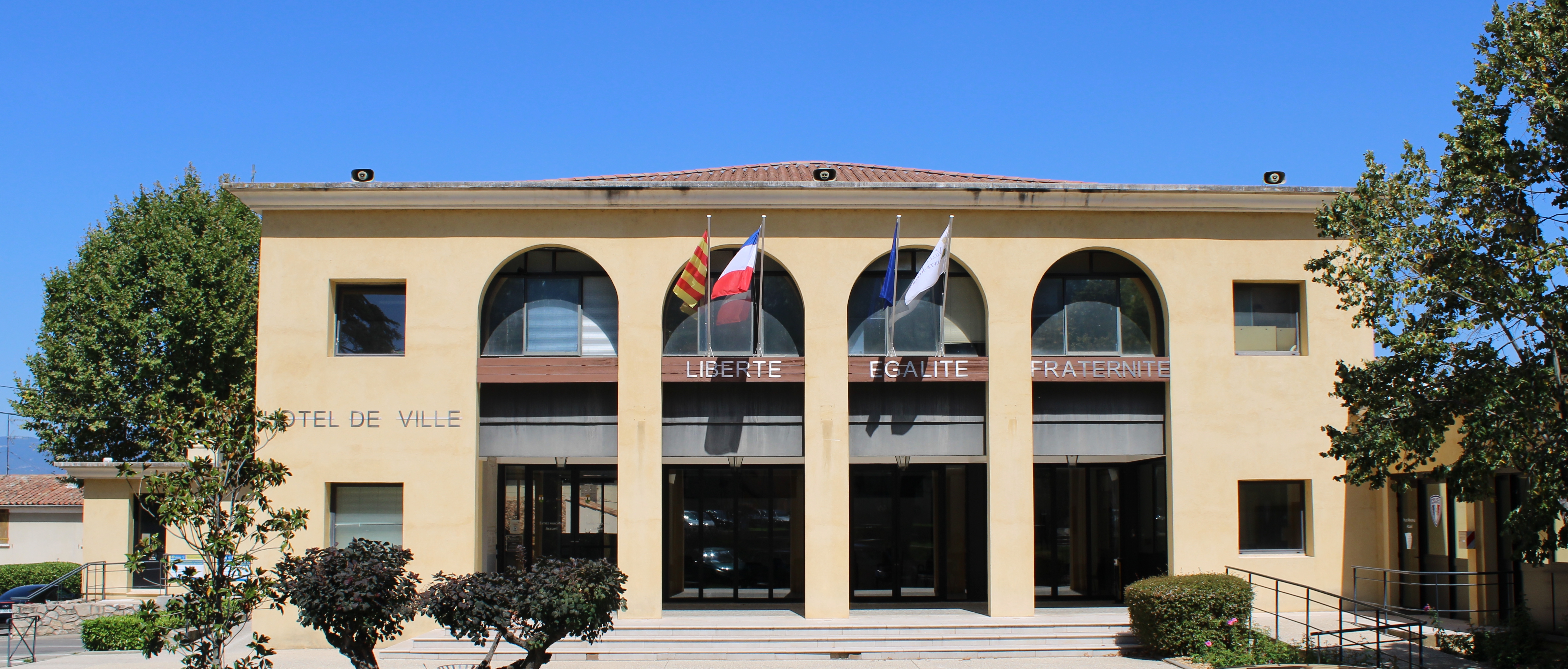
L'Hôtel-de-Ville.

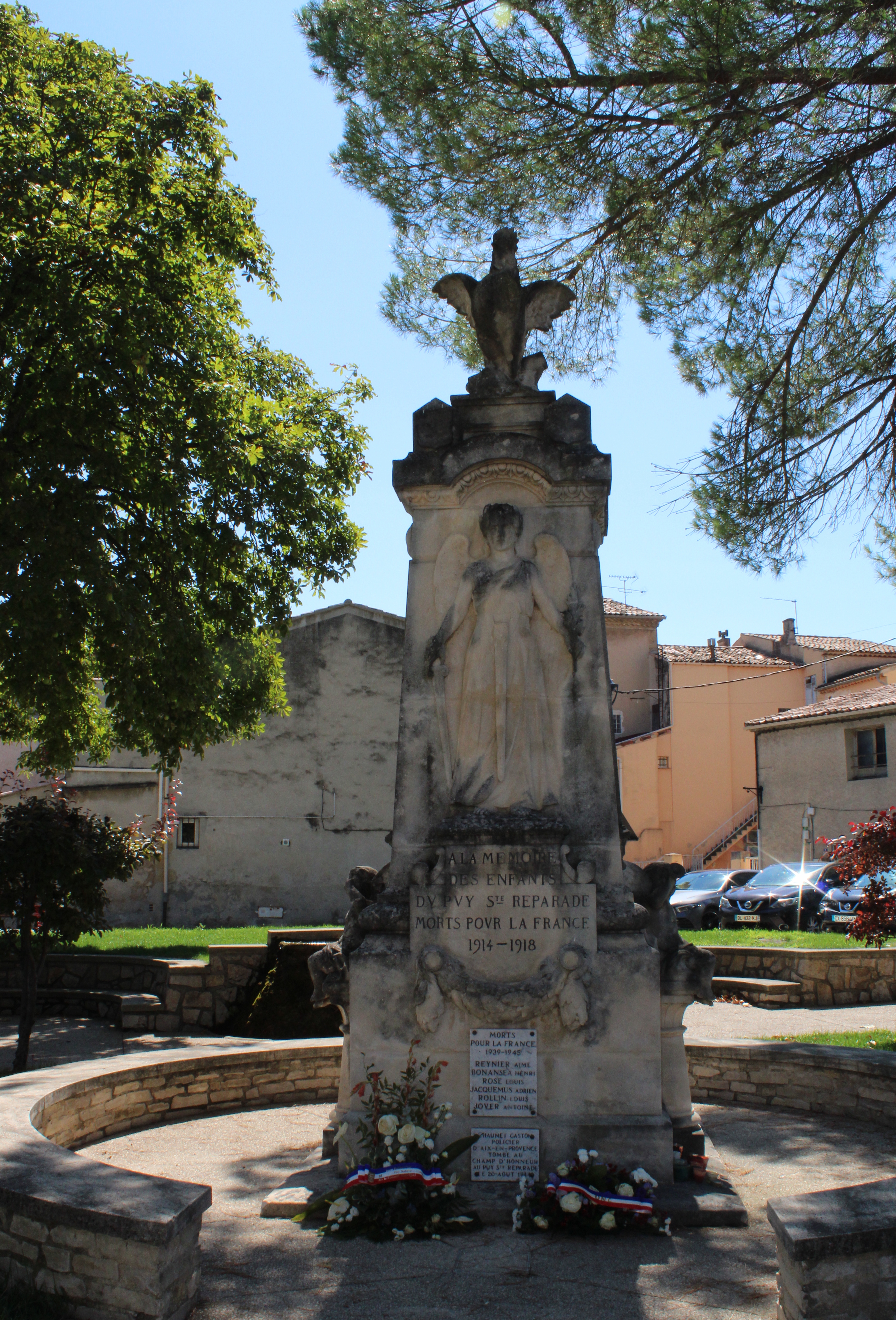
Le monument aux morts surmonté d'un coq.

| Période      | Période   | Identité             | Étiquette | Qualité                                                                            |
| ------------ | --------- | -------------------- | --------- | ---------------------------------------------------------------------------------- |
| Mai 1935     | Mai 1945  | Albert Jacquemus     | SFIO      |                                                                                    |
| Mai 1945     | Mai 1953  | Joachim Durand       |           |                                                                                    |
| Mai 1953     | Juin 2000 | Louis Philibert      | SFIO-PS   | Député (1962-1986), sénateur (1989-1998), président du conseil général (1967-1989) |
| Juillet 2000 | Mars 2001 | Nicolas Nicolaou     |           |                                                                                    |
| Mars 2001    | Mars 2008 | Jean-Pierre Bertrand | UMP       |                                                                                    |
| Mars 2008    | En cours  | Jean-David Ciot      | PS        | Député (2012-2017)                                                                 |

### Finances communales
| Taxe                                                | Part communale | Part intercommunale | Part départementale | Part régionale |
| --------------------------------------------------- | -------------- | ------------------- | ------------------- | -------------- |
| Taxe d'habitation (TH)                              | 11,64 %        | 0,00 %              | 9,19 %              | 0,00 %         |
| Taxe foncière sur les propriétés bâties (TFPB)      | 17,09 %        | 0,00 %              | 10,85 %             | 2,36 %         |
| Taxe foncière sur les propriétés non bâties (TFPNB) | 48,81 %        | 0,00 %              | 9,80 %              | 8,85 %         |
| Taxe professionnelle (TP)                           | 0,00 %         | 19,00 %             | 7,08 %              | 3,84 %         |

La part régionale de la taxe d'habitation n'est pas applicable.
La taxe professionnelle est remplacée en 2010 par la cotisation foncière des entreprises (CFE) portant sur la valeur locative des biens immobiliers et par la contribution sur la valeur ajoutée des entreprises (CVAE) (les deux formant la contribution économique territoriale (CET) qui est un impôt local instauré par la loi de finances pour 2010).

### Jumelages
Commune jumelée avec Zellik-Asse en Belgique.

## Population et société

### Démographie
L'évolution du nombre d'habitants est connue à travers les recensements de la population effectués dans la commune depuis 1793. Pour les communes de moins de 10 000 habitants, une enquête de recensement portant sur toute la population est réalisée tous les cinq ans, les populations de référence des années intermédiaires étant quant à elles estimées par interpolation ou extrapolation. Pour la commune, le premier recensement exhaustif entrant dans le cadre du nouveau dispositif a été réalisé en 2006.

En 2022, la commune comptait 5 794 habitants, en évolution de +2,79 % par rapport à 2016 (Bouches-du-Rhône : +2,48 %, France hors Mayotte : +2,11 %).
| 1793  | 1800  | 1806  | 1821  | 1831  | 1836  | 1841  | 1846  | 1851  |
| ----- | ----- | ----- | ----- | ----- | ----- | ----- | ----- | ----- |
| 1 250 | 1 338 | 1 552 | 1 277 | 1 642 | 1 418 | 1 388 | 1 410 | 1 429 |

| 1856  | 1861  | 1866  | 1872  | 1876  | 1881  | 1886  | 1891  | 1896  |
| ----- | ----- | ----- | ----- | ----- | ----- | ----- | ----- | ----- |
| 1 450 | 1 633 | 1 538 | 1 484 | 1 420 | 1 291 | 1 248 | 1 250 | 1 305 |

| 1901  | 1906  | 1911  | 1921  | 1926  | 1931  | 1936  | 1946  | 1954  |
| ----- | ----- | ----- | ----- | ----- | ----- | ----- | ----- | ----- |
| 1 322 | 1 335 | 1 379 | 1 179 | 1 181 | 1 195 | 1 091 | 1 190 | 1 240 |

| 1962  | 1968  | 1975  | 1982  | 1990  | 1999  | 2006  | 2011  | 2016  |
| ----- | ----- | ----- | ----- | ----- | ----- | ----- | ----- | ----- |
| 2 641 | 2 569 | 2 859 | 3 079 | 4 414 | 4 812 | 5 112 | 5 338 | 5 637 |

| 2021  | 2022  | - | - | - | - | - | - | - |
| ----- | ----- | - | - | - | - | - | - | - |
| 5 830 | 5 794 | - | - | - | - | - | - | - |

### Manifestations culturelles et festivités
- La fête de la Saint-Michel a lieu tous les ans le 3e week-end de septembre.

### Enseignement
- Depuis septembre 2013, la commune possède un collège d'enseignement secondaire qui accueille près de 500 élèves.

## Économie

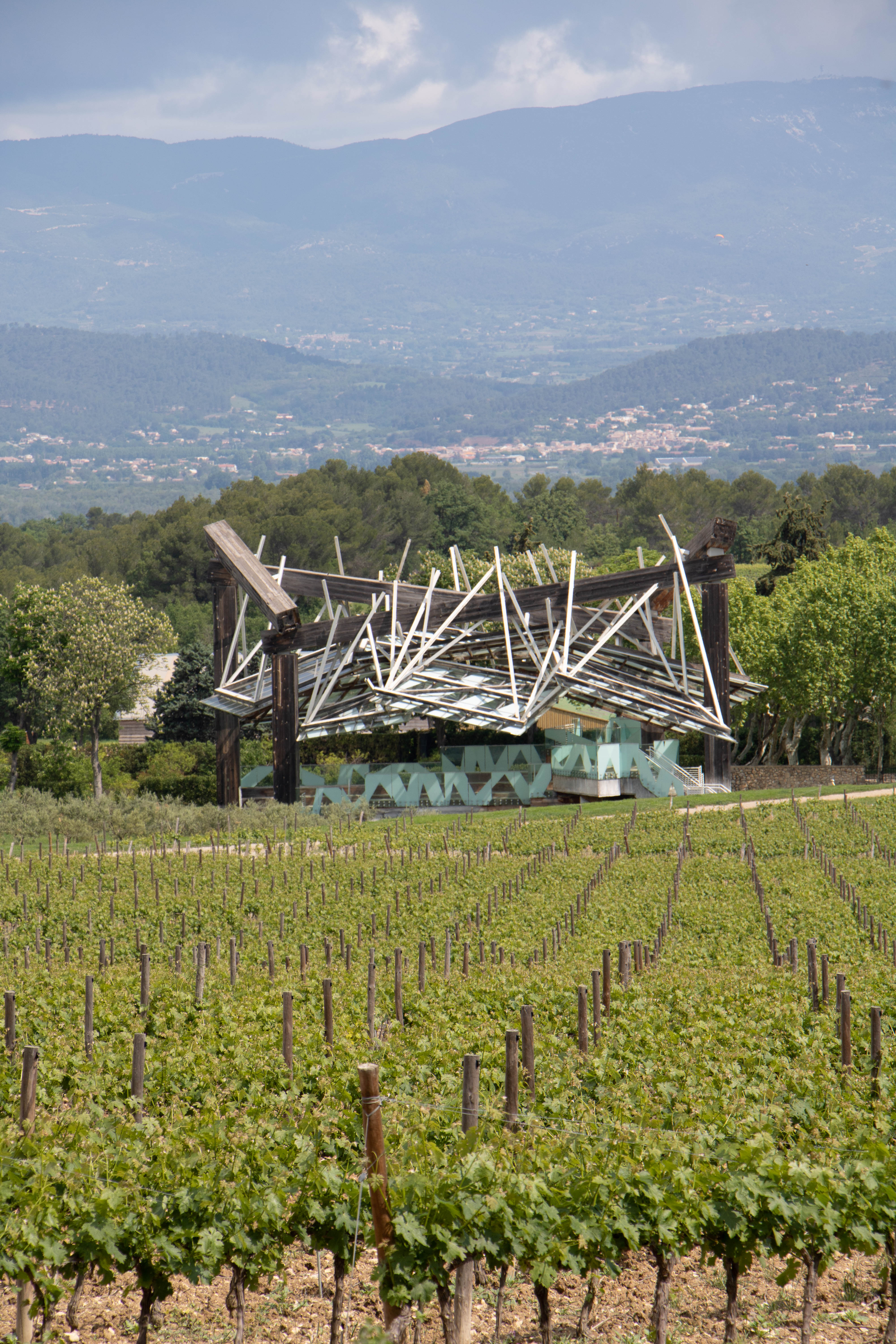
Pavillon de musique de Frank Gehry au château La Coste.

- Château La Coste, domaine viticole et centre d'art contemporain comprenant un hôtel de luxe et des restaurants.

## Culture locale et patrimoine

### Lieux et monuments
- L'oppidum de la Quille, site protohistorique situé au lieu-dit la Quille.
- Le château de Fonscolombe, inscrit et classé au titre de monument historique[30].
- Le château d'Arnajon, classé au titre de monument historique[31].
- Église Notre-Dame-de-l'Assomption du Puy-Sainte-Réparade.
- Église Saint-Pierre-ès-Liens de Saint-Canadet.

### Galerie

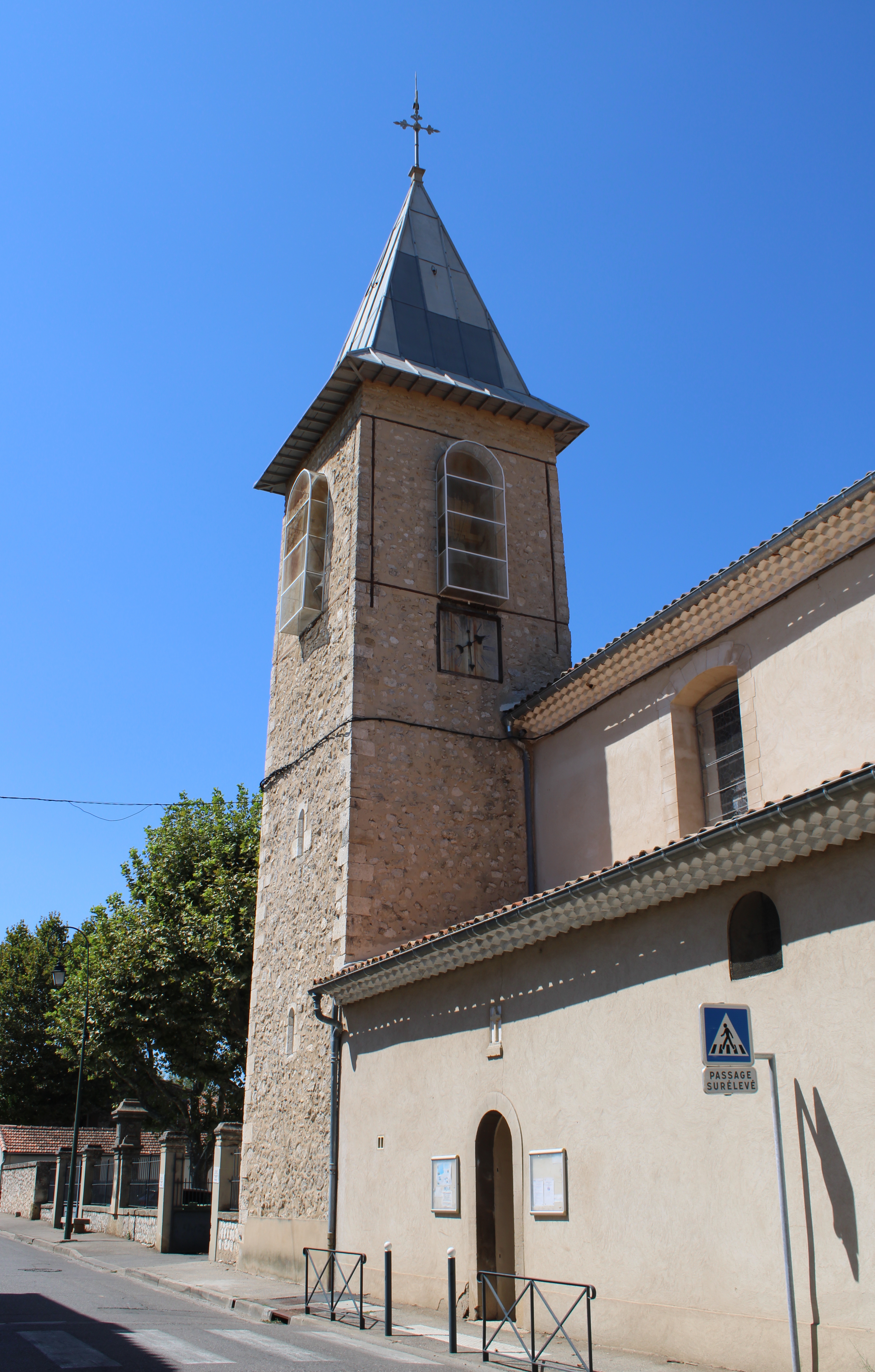
Vue de l'église.
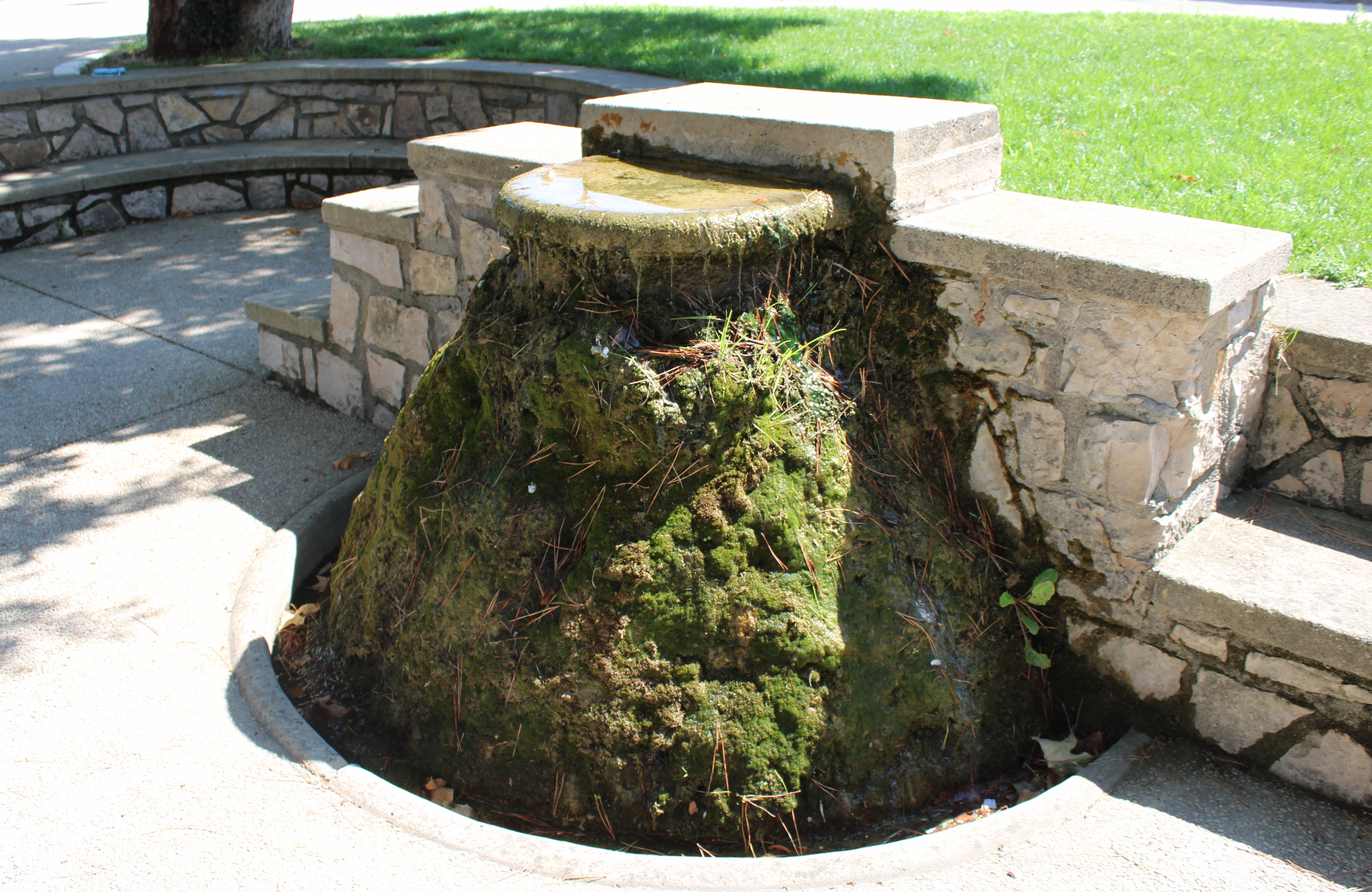
La fontaine moussue.
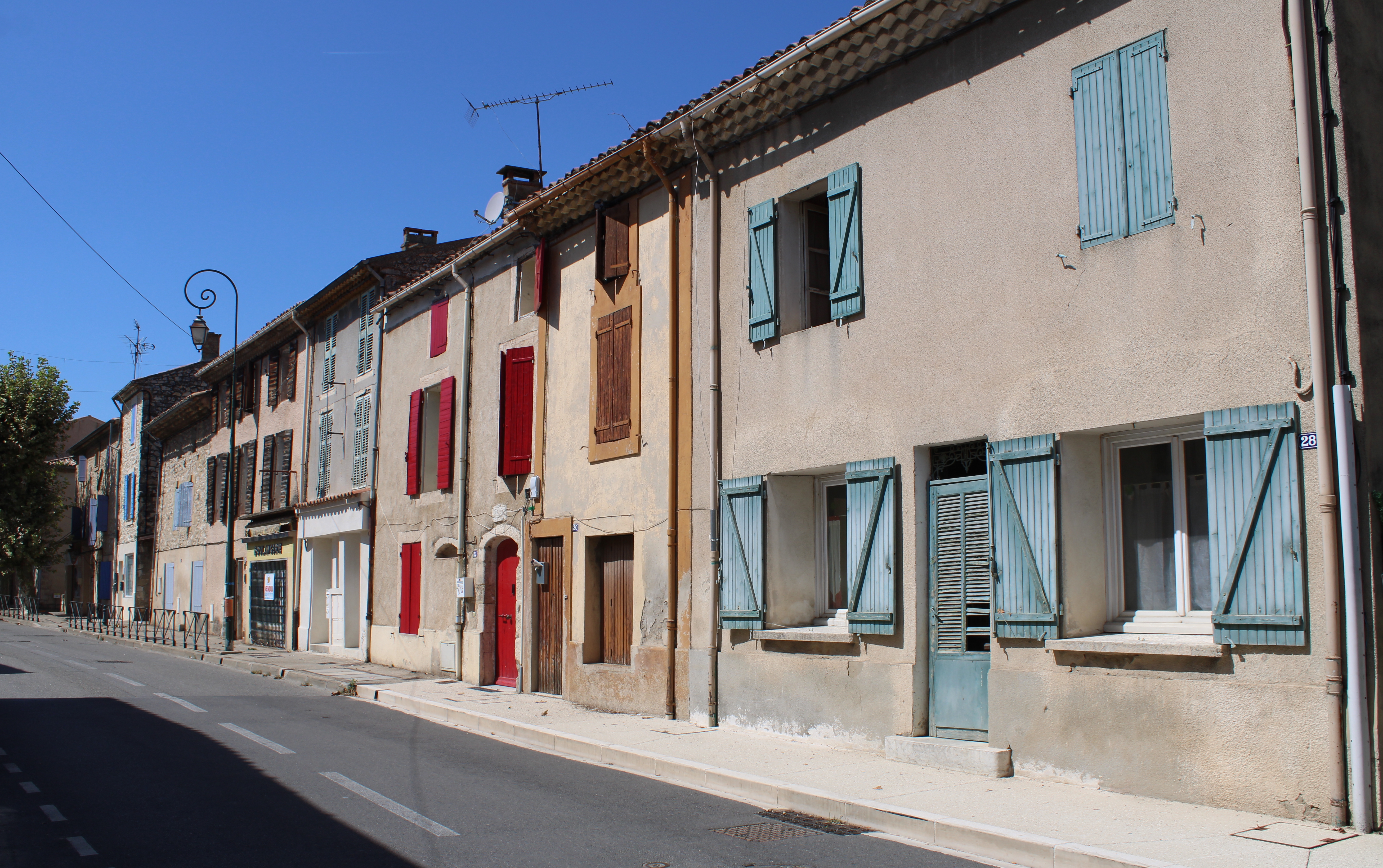
Une rue aux maisons colorées.

### Personnalités liées à la commune
- Lucien Chauvet (1833-1902), sculpteur provençal.
- Victor Lebrun, premier secrétaire et ami de Tolstoï qui a habité Le Puy de 1822 à 1879.

### Héraldique
| Armes de Le Puy-Sainte-Réparade | Les armes peuvent se blasonner ainsi : D'argent à un pal d'azur coupé de sinople, à un cheval gai d'or. |